# Adnan Harmandić
Adnan Harmandić (* 28. Juni 1983 in Zenica, SFR Jugoslawien) ist ein ehemaliger bosnischer Handballspieler, der auf der Position Rückraum Mitte eingesetzt wurde.
Harmandić begann seine Profi-Karriere beim HRK Izviđač und RK Bosna Sarajevo, mit dem er bosnischer Meister und Pokalsieger wurde. Über den slowenischen Verein RK Velenje, mit dem er 2009 die Meisterschaft errang, und eine kurze Zwischenstation in der Hinrunde 2010/11 beim dänischen Klub Bjerringbro-Silkeborg wechselte er Anfang 2011 zur HSG Wetzlar. Ab Sommer 2015 lief er für den Zweitligisten HSC 2000 Coburg auf, mit dem ihm der Aufstieg ins Oberhaus gelang. Nach dem sofortigen Wiederabstieg 2017 entschied er sich, mit seiner Familie in seine bosnische Heimat zurückzukehren. Von März bis November 2022 trainierte er RK Bosna Vispak Visoko.
Für die bosnische Nationalmannschaft bestritt er 78 Länderspiele.

## Saisonbilanzen
| Saison    | Verein          | Spielklasse | Spiele | Tore | 7-Meter | Feldtore |
| --------- | --------------- | ----------- | ------ | ---- | ------- | -------- |
| 2010/11   | HSG Wetzlar     | Bundesliga  | 13     | 35   | 5       | 30       |
| 2011/12   | HSG Wetzlar     | Bundesliga  | 32     | 58   | 32      | 26       |
| 2012/13   | HSG Wetzlar     | Bundesliga  | 33     | 81   | 22      | 59       |
| 2013/14   | HSG Wetzlar     | Bundesliga  | 27     | 31   | 0       | 31       |
| 2014/15   | HSG Wetzlar     | Bundesliga  | 19     | 29   | 0       | 29       |
| 2016/17   | HSC 2000 Coburg | Bundesliga  | 31     | 47   | 0       | 47       |
| 2010–2017 | Gesamt          | Bundesliga  | 155    | 281  | 59      | 222      |

## Erfolge
- mit HRK Izviđač
  - Bosnisch-herzegowinischer Meister 2004, 2005

- mit RK Bosna Sarajevo
  - Bosnisch-herzegowinischer Meister 2007, 2008
  - Bosnisch-herzegowinischer Pokalsieger 2008

- mit RK Gorenje Velenje
  - Slowenischer Meister 2009